# Route nationale 99 (Belgique)
Pour les articles homonymes, voir Route nationale 99.
La route nationale 99 est une route nationale de Belgique qui relie Doische à la frontière française près d'Hirson, en passant par Couvin et Chimay. Celle-ci est prolongée à Macquenoise (Momignies), après avoir franchi la frontière, par la route départementale 3050 en direction d'Hirson.

## Description du tracé

### Communes sur le parcours
- Région wallonne
  -  Province de Namur
    - Doische
    - Viroinval
    - Couvin

  -  Province de Hainaut
    - Chimay
    - Momignies

## Statistiques de fréquentation
| BK   | Début                   | Fin                          | Trafic moyen journalier (6h–22h, en milliers), | Trafic moyen journalier (6h–22h, en milliers), | Trafic moyen journalier (6h–22h, en milliers), | Trafic moyen journalier (6h–22h, en milliers), | Trafic moyen journalier (6h–22h, en milliers), | Trafic moyen journalier (6h–22h, en milliers), | Trafic moyen journalier (6h–22h, en milliers), |
| BK   | Début                   | Fin                          | 1985                                           | 1990                                           | 1995                                           | 2000                                           | 2005                                           | 2010                                           | 2015                                           |
| ---- | ----------------------- | ---------------------------- | ---------------------------------------------- | ---------------------------------------------- | ---------------------------------------------- | ---------------------------------------------- | ---------------------------------------------- | ---------------------------------------------- | ---------------------------------------------- |
| 23,3 | Viroinval (Nismes) N939 | Couvin                       | 3,1                                            | 2,9                                            | 4,1                                            | 4,0                                            | 4,0                                            | –                                              | –                                              |
| 27,9 | Couvin                  | Chimay (Baileux) N589        | 4,4                                            | 5,5                                            | 6,0                                            | 6,4                                            | 6,8                                            | 7,1                                            | –                                              |
| 49,7 | Chimay                  | Momignies (Macquenoise) N591 | 0,8                                            | 0,9                                            | 1,0                                            | 1,1                                            | 1,4                                            | 1,4                                            | –                                              |